# Projecte TIDE
El Projecte TIDE (Template for Travelling Interactive Digital Exhibitions) és un projecte col·laboratiu europeu d'exposicions musicals itinerants entre el Musée de la Musique de París, el Danish Rock Museum i el Museu de la Música de Barcelona. L'objectiu de TIDE és un apropament museològic a tots els públics mitjançant les noves tecnologies, dissenys pràctics i activitats gratuïtes per a totes les edats.

## Guitar On/Off
L'exposició Guitar On/Off posa en pràctica les motivacions del projecte sent la primera exposició itinerant de TIDE. Centrada en la guitarra, busca oferir un apropament a aquest instrument des de diversos gèneres com el blues, flamenc, folk i clàssic. La participació i la tecnologia tenen un paper important mitjançant l'ús de diversos mòduls d'activitats interactius entorn al món de la guitarra.
Actualment, Guitar On/Off ha sigut exposat en: 
- El Musée de la Musique de París del 18 de juny al 4 de setembre de 2016.
- El Museu de la Música de Barcelona del 20 de setembre al 27 de novembre de 2016.
- El Ragnarock Museum de Dinamarca del 17 de desembre al 26 de febrer de 2017.

### Activitats
Guitar On/Off ofereix un seguit de mòduls interactius per a totes les edats: 
- ON STAGE! Imita a músics de diferents èpoques i estils tocant l'Air Guitar mitjançant projeccions en una habitació immersiva.
- GUITAR STORY Descobreix la història de la guitarra al llarg dels segles amb una instal·lació interactiva.
- PLAY IT! Dirigeix la música que sona a l'exposició tocant les cordes gegants de la guitarra.
- 3D GUITARS Explora guitarres de diferents moments històrics mitjançant una pantalla tàctil.
- RESONANCE Aprèn sobre els mecanismes d'amplificació i ressonància per guitarres acústiques i elèctriques experimentant amb el seu so mitjançant una pantalla tàctil.
- DIGITAL COLLECTIONS Cerca a través de les grans bases de dades dels tres museus les guitarres més emblemàtiques de les col·leccions.
- PLAY IT! BY WOODBRASS Atreveix-te a tocar instruments d'accés lliure

- Exclusivament al Musée de la Musique de París es va realitzar el simpòsium “Quand la guitare [s'] électrise” amb concerts de Tomás Bordalejo i Terry Riley.